# Herbert Ross
Herbert David Ross (13. maj 1927 - 9. oktober 2001) var en amerikansk filminstruktør.

## Filmografi

### Instruktion
- Farvel, Mr. Chips (1969)
- Uglen og missekatten (1970)
- T.R. Baskin (1971)
- Mig og Bogart (1972)
- Mordets puslespil (1973)
- Funny Lady (1975)
- Sunshine Boys (1975)
- Den snigende gift (1976)
- Skillevejen (1977)
- Hvem sover hvor? (1977)
- California Suite (1978)
- Nijinsky (1980)
- Pennies from Heaven (1981)
- I Ought to Be in Pictures (1982)
- Max Dugan gør livet lettere (1983)
- Footloose (1984)
- Hold på formerne (1984)
- Forført til succes (1987)
- Dancers (1987)
- Det stærke køn (1989)
- My Blue Heaven (1990)
- True Colors (1991)
- Kugler, krudt og bleer (1993)
- Boys on the Side (1995)